# Guy Pedersen

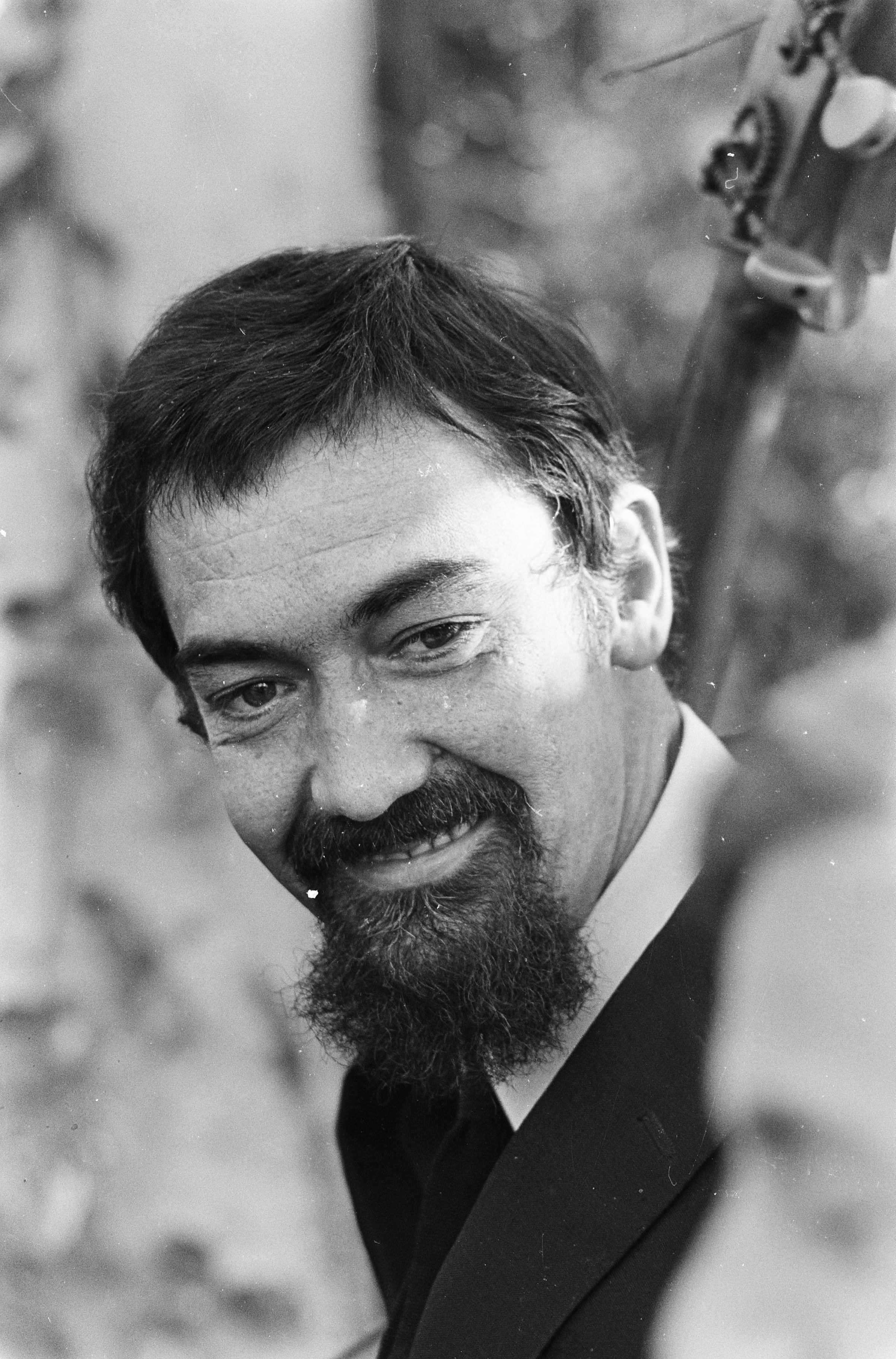
Guy Pedersen (1967)

Guy Eugène Hilarion Pedersen (* 10. Juni 1930 in Grand-Fort-Philippe (Département Nord); † 4. Januar 2005 in Rueil-Malmaison) war ein französischer Kontrabassist des Modern Jazz und Komponist. Mit  Pierre Michelot und Michel Gaudry gehörte er zu den gefragten französischen Jazzbassisten seiner Generation.

## Leben und Wirken

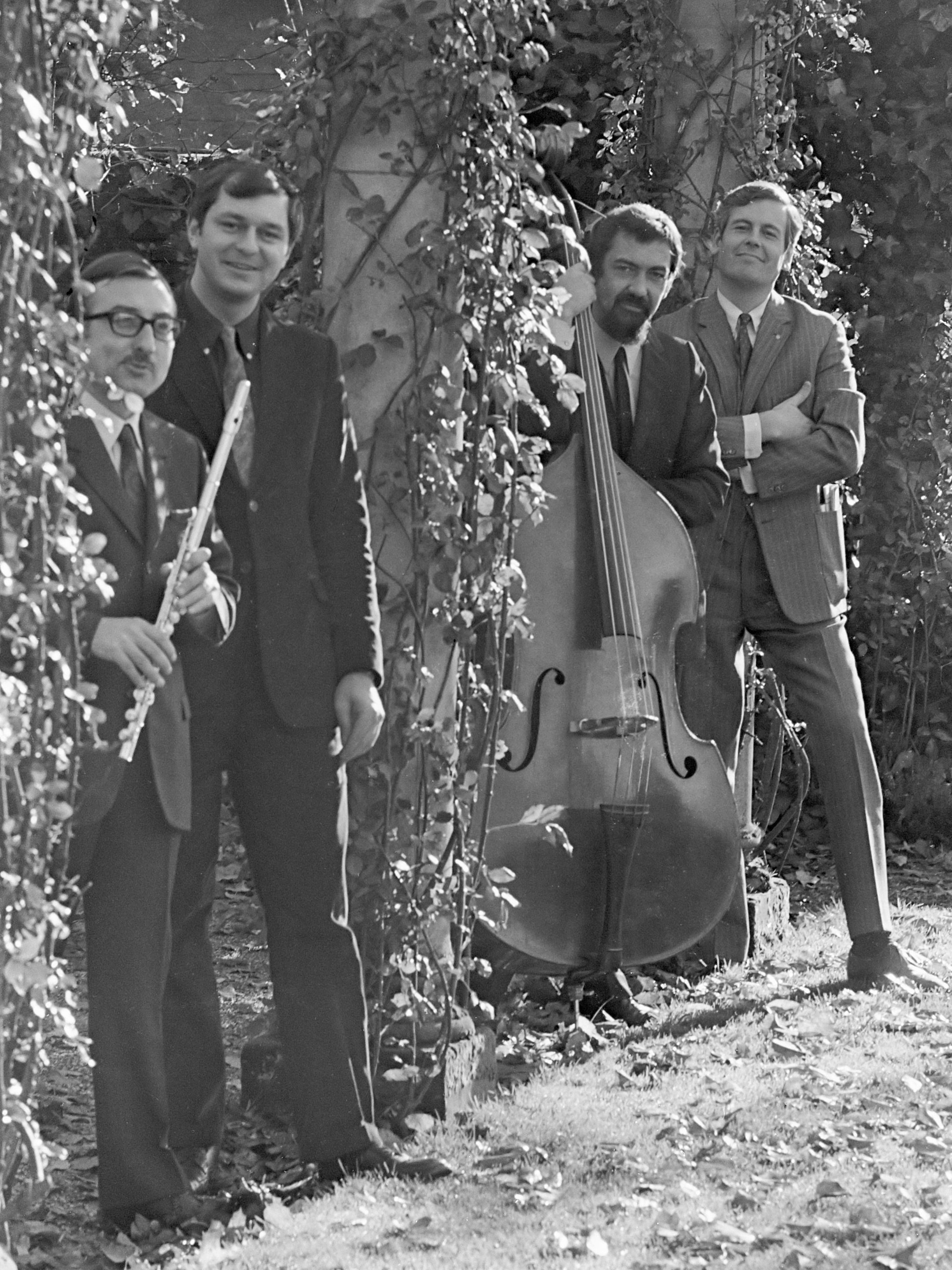
Raymond Guiot, Daniel Humair, Guy Pedersen und George Gruntz (1967)

Pedersen, der aus einer musikalischen Familie stammt, lernte zunächst Klarinette und Gitarre; Mitte der 1940er Jahre erhielt er Unterricht auf dem Konservatorium von Roubaix. In Radiosendungen von Hugues Panassié lernte er den Jazz kennen. Anfang der 1950er Jahre ging er nach Paris, wo er bald mit Jacques Hélian und Claude Bolling sowie mit Bobby Jaspar arbeitete, um von 1955 an bis 1966 gemeinsam mit Daniel Humair im Trio von Martial Solal zu spielen. Mit Humair bildete er auch die Rhythmusgruppe der Swingle Singers, mit denen er zahlreiche Platten einspielte und international auf Tournee ging. Daneben trat er in den Pariser Clubs mit Lionel Hampton, Earl Hines, Cootie Williams und Chet Baker auf. 1969 legte er mit Indian Pop Bass ein eigenes Album mit psychedelischen Zügen vor, das in Zusammenarbeit mit Raymond Guiot entstand und größere Aufmerksamkeit erzielte; ihm folgten das Album Contrebasses sowie Filmmusiken. Ab 1972 war er Mitglied in den Gruppen von Eddy Louiss, Jean-Christian Michel  und Noah Howard. In den 1960er und 1970er Jahren tourte er mit Dexter Gordon, Rahsaan Roland Kirk, Philly Joe Jones, Stéphane Grappelli und Baden Powell. Er ist auch auf Aufnahmen von Michel Legrand, Elek Bacsik, Jean-Luc Ponty, Georges Arvanitas, Jean-Pierre Rampal, Maurice André, Guy Marchand/Mickey Nicolas und  Christiane Legrand zu hören.
Aus gesundheitlichen Problemen musste Pedersen Ende der 1970er Jahre mit dem Bassspielen aufhören.